# Bremia agilis
Bremia agilis är en tvåvingeart som först beskrevs av Ephraim Porter Felt 1920.  Bremia agilis ingår i släktet Bremia och familjen gallmyggor.
Artens utbredningsområde är Kamerun. Inga underarter finns listade i Catalogue of Life.